# Макарей (сын Эола)
Макарей (др.-греч. Μάκαρ) — персонаж греческой мифологии из фессалийского цикла, сын Эола. Стал любовником собственной сестры Канаки, и за это его покарал отец.

## В мифологии
Античные авторы называют Макарея (в переводе с греческого его имя означает «счастливый») сыном Эола. В греческой мифологии есть двое персонажей по имени Эол, и Еврипид называет отцом Макарея того из них, который был царём Фессалии, сыном Эллина и внуком Девкалиона. Овидий же говорит о боге ветров Эоле.
Макарей совершил прелюбодеяние со своей сестрой Канакой, и та родила от него ребёнка. Узнав об этом, Эол убил Канаку и ребёнка либо заставил дочь убить дитя и покончить с собой. Макарею тоже пришлось совершить самоубийство.
Мифу о Макарее и Канаке посвящены трагедии Еврипида и Ликофрона, комедии Антифана и Эрифа. Пьеса Еврипида могла называться «Эол» или «Канака», три остальные носили название «Эол». Тексты во всех случаях полностью утрачены. Антиковеды полагают, что у комедий мог быть счастливый финал. Овидий включил в состав своих «Героид» послание Макарею, написанное от лица Канаки. В этом произведении он следует классической версии мифа.